# Adolf Vetter
Adolf „Addi“ Vetter (* 18. November 1918 in Bad Münder; † 1. Juli 1973) war ein deutscher Fußballspieler des VfL Osnabrück, der in den Jahren 1948 bis 1950 dreimal in Folge die Torschützenliste in der Oberliga Nord anführte.

## Laufbahn

### Vor dem Zweiten Weltkrieg
In der Jugendabteilung der Sportvereinigung Bad Münder am Deister im Weserbergland wuchs Adolf Vetter als Schüler- und Jugendspieler heran. Mit 17 Jahren rückte er 1935 in die erste Mannschaft auf. Als er 1936 zum Militär eingezogen wurde, kam er in die Garnisonsstadt Osnabrück. Der VfL Osnabrück war gerade mit lediglich fünf Punkten aus der Gauliga Niedersachsen abgestiegen und benötigte einen treffsicheren Angreifer. Vetter wechselte zum VfL und feierte 1937 in seiner ersten Runde in Osnabrück den Wiederaufstieg vor dem ASV Blumenthal und Lüneburger SK.
Mit 28:8 Punkten punktgleich mit Hannover 96 belegte der Aufsteiger im Jahr 1938 in der Gauliga Niedersachsen auf Anhieb den zweiten Platz. Zwei weitere Ereignisse trugen zu dem sportlichen Aufstieg des VfL Osnabrück und der gleichzeitigen persönlichen Leistungsentwicklung von „Addi“ Vetter bei: Am 22. Juni 1938 vereinigte sich der SC Rapid Osnabrück wieder mit dem VfL. Der VfL umfasste nach dem Zusammenschluss 900 Mitglieder und gewann Reichsbund-Sportlehrer Walter Hollstein, der in den Runden 1936 und 1937 mit Werder Bremen die Meisterschaft in Niedersachsen gewonnen hatte, als neuen Trainer. Die Folge war eine erneute Leistungssteigerung Vetters. Hollstein formte aus jungen Spielern, dabei auch der Mittelstürmer und Torjäger „Addi“ Vetter, eine Mannschaft der deutschen Spitzenklasse, die „Gartlager Elf“. Sie gewann 1939 und 1940 die Meisterschaft von Niedersachsen und zog in die Endrundenspiele um die deutsche Fußballmeisterschaft ein. Bei der ersten Niedersachsen-Meisterschaft im Jahre 1939 besiegte die Hollstein-Elf den amtierenden Deutschen Meister Hannover 96 im entscheidenden Spiel mit 3:0 Toren auf dem Sportplatz Gartlage.
Die „Gartlager-Elf“ bildeten Flotho; Coors, Sausmikat; Westerhaus, Zuback, Schulte; Hammersen, Billen, Vetter, Simon, Meyer.
„Addi“ Vetter spielte überwiegend auf der Mittelstürmerposition, konnte aber auch als Halbstürmer überzeugen. Ohne besondere läuferische Schnelligkeit bestach er durch enormes beidbeiniges Schussvermögen und sichere Ballbehandlung. Sein „Torriecher“ machte ihn zu einem Spezialisten für Strafraumszenen. Von Fans und Freunden wurde er liebevoll „Bär“ genannt. In der Endrunde 1939 ragte der 4:2-Heimerfolg am 21. Mai 1939 gegen den Hamburger SV mit drei Vetter-Toren heraus. In der Runde 1939/40 war die Gauliga Niedersachsen in zwei Staffeln aufgeteilt. In der Nordstaffel setzte sich Osnabrück vor Werder Bremen durch und verteidigte nach zwei Finalspielen gegen den Südmeister Hannover 96 den Titel in Niedersachsen. In der Endrunde konnten sich „Addi“ Vetter und seine Mannschaftskameraden aber nicht gegen den Dresdner SC und den Eimsbütteler TV durchsetzen. In der Herbstrunde schaltete der VfL am 19. November 1939 in der 2. Pokalhauptrunde mit einem 3:2-Sieg den amtierenden Deutschen Meister FC Schalke 04 aus. Vetter hatte in der 40. Spielminute das 1:1 erzielt. Am 3. Dezember 1939 erzielte der VfL-Torjäger auch einen Treffer in der Gauauswahl Niedersachsen beim Reichsbundpokalspiel gegen die Auswahl vom Niederrhein.
Während des Zweiten Weltkrieges war Adolf Vetter zeitweise als Gastspieler beim FC Wacker München aktiv und hatte dadurch auch in Städtespielen für München und in der Gauauswahl Bayern mitgewirkt.

### Nach dem Zweiten Weltkrieg
Nach Wiederaufnahme des Spielbetriebs wurde 1945/46 zuerst eine Stadtmeisterschaft in Osnabrück ausgetragen. TuS Haste 01 wurde Meister vor Eintracht Osnabrück und dem 1. FSV Osnabrück. Dadurch hätte der erst ab November 1946 wieder als VfL zugelassene FSV fast die Teilnahme an der ersten inoffiziellen norddeutschen Meisterschaftsrunde 1946 verspielt. Teilnahmeberechtigt wurde der VfL durch die Aufstockung auf 13 Vereine. In der Oberliga Niedersachsen-Nord belegte der VfL mit 38:10 Punkten den zweiten Platz hinter dem Meister Werder Bremen. „Addi“ Vetter hatte in 24 Spielen 40 Tore erzielt. Allein am 4. April 1947 beim 13:3-Erfolg gegen den Cuxhavener SV sieben Tore. Dem VfL-Mittelstürmer gelang am 14. September 1947 nach fünf Minuten auch der Premierentreffer in der Oberliga Nord beim Startspiel gegen Concordia Hamburg. Drei Runden in Folge – 1948 mit 26, 1949 mit 24 und 1950 mit 28 Toren – holte sich „Addi“ Vetter die Torschützenkrone im Norden. Der Mannschaftskapitän des VfL steigerte 1951 seine Trefferquote auf 30 Tore, aber Herbert Wojtkowiak vom Hamburger SV brachte es gar auf 40 Treffer in dieser Runde und löste damit „Addi“ als Torschützenkönig des Nordens ab.
Von 1946 bis 1951 hatte der Torjäger in fünf Runden 148 Tore im Norden erzielt. Offiziell wird Adolf Vetter von 1947 bis 1954 in 171 Oberligaspielen im Norden mit 138 Toren geführt. Im Endrundenspiel 1950 gegen den VfB Stuttgart erzielte er den Ehrentreffer der Osnabrücker. Bei der zweiten Endrundenteilnahme nach dem Krieg 1952 agierte der 34-Jährige im Mittelfeld auf Halblinks deutlich hinter dem neuen Torjäger und Mittelstürmer Ernst-Otto Meyer. 1954 beendete „Addi“ Vetter seine Laufbahn beim VfL Osnabrück. In der Runde 1954/55 schloss er noch eine Saison als Spielertrainer bei den Sportfreunden Oesede im Amateurlager an.

## Ehrungen
„Addi“ Vetter wurde mit der Ehrennadel des Norddeutschen Fußball-Verbandes, der Silbernen des Niedersächsischen Fußball-Verbandes und der Goldenen Ehrennadel des VfL Osnabrück ausgezeichnet.
Zur Erinnerung an „Addi Vetter“ trägt seit 1981 die inoffizielle Osnabrücker Hallenfußball-Stadtmeisterschaft den Namen „Addi-Vetter-Cup“.